# Mes Aïeux

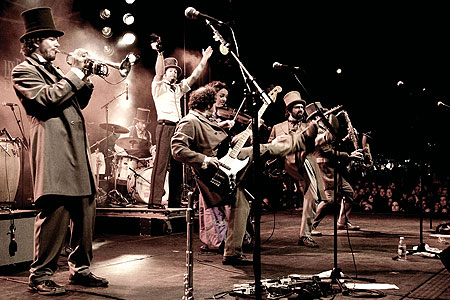
Mes Aïeux in 2005

Mes Aïeux (Mijn voorouders) is een folkband uit Quebec die in 1996 werd opgericht.
De groep brengt op eigentijdse wijze traditionele en moderne volksmuziek. De teksten zijn dikwijls een combinatie van humor en -vaak conservatieve- maatschappijkritiek. In de liedjes wordt ingegaan op de gevolgen van de globalisering, op het hedendaagse individualisme (zoals in het lied 'Dégénération'), op personen en periodes uit de geschiedenis van Quebec en op allerhande politieke thema's.
Mes Aïeux ontving de afgelopen jaren diverse Félix Awards, dat zijn belangrijke muziekprijzen die in Quebec jaarlijks worden uitgereikt. In 2007 werd de groep onder meer uitgeroepen tot band van het jaar.

## Albums
- Ça parle au diable (2000)
- Entre les branches (2001)
- En famille (2004)
- Tire-toi une bûche (2006)
- La ligne orange (2008)